# Rakhshan Bani-Etemad
Rakhshan Bani-Etemad (رخشان بنی‌اعتماد, Teheran, 3 april 1954) is een Iraans filmproducent, -regisseur en -scriptschrijver.

## Levensloop
Ze studeerde aan de faculteit voor theaterkunsten van de universiteit van Teheran en behaalde hier een bachelorgraad in filmregie. Ze huwde in 1980 met filmproducent Jahangir Kosari. Hun dochter, Baran Kosari, is een bekende actrice in Iran.
Bani-Etemad begon haar carrière met het produceren van documentaires voor IRIB (Islamic Republic of Iran Broadcasting). In 1987 regisseerde ze haar eerste speelfilm, Kharej az Mahdude. Ze was eveneens assistent-producer van de film.
In 1995 behaalde ze haar internationale doorbraak met Rusari-ye Abi (The Blue-Veiled  - blauw gesluierd). Tijdens het 48e Locarno Film Festival werd ze voor deze film bekroond met een Bronzen Luipaard. Voor de film Khunbazi (hoofdspoorlijn) ontving ze tijdens de uitreiking van de Asia Pacific Screen Awards de prijs voor beste regie. Zelf is daarnaast meermaals zelf gevraagd als jurylid voor internationale filmfestivals.
In haar werk overheersen sociale thema's en in bijna al haar meeste films figureren vrouwelijke hoofdrolspelers. In 2009 produceerde ze de documentaire We Are Half of Iran's Population. De documentaire kwam online uit op 7 juni 2009 en kreeg geen toestemming in in Iran zelf vertoond te worden. De documentaire gaat in op vragen over vrouwenrechten, drie dagen voorafgaand op de presidentsverkiezingen in Iran van 2009.
Bani-Etemad ontving meermaals internationale prijzen voor haar oeuvre. In 1998 werd ze beloond met een Prins Claus Prijs. De universiteit van Londen kende haar in 2008 een eredoctoraat toe.

## Filmografie
Bani-Etemad regisseerde de volgende films. Meerdere van haar films kennen een Engelse titel. Hier zijn slechts de betekenissen in het Nederlands gegeven.
- 1987: Kharej az Mahdude (buiten limieten)
- 1988: Zard-e Qanari (kanariegeel)
- 1989: Pul-e Khareji (buitenlands geld)
- 1992: Nargess
- 1995: Rusari-ye Abi (blauw gesluierd)
- 1998: Banoo-ye Ordibehesht (mei-dame)
- 1999: Baran-O-Bumi (Baran en de inheem)
- 2001: Zir-e Pust-e Shahr (onder de huid van de stad)
- 2002: Ruzegar-e ma (onze tijden - documentaire)
- 2004: Gilane
- 2006: Khunbazi (hoofdspoorlijn)
- 2009: We Are Half of Iran's Population (documentaire)